# Équipe d'Aragon de football
Maillots
L'équipe d'Aragon de football est une sélection régionale de football espagnole. Cette sélection n'est donc affiliée ni à la FIFA, ni à l'UEFA, ni au NF-Board. L'équipe ne participe donc pas aux grandes compétitions internationales, mais peut jouer des matchs amicaux. Elle a récemment battu le Chili 1 à 0 à Saragosse le 28 décembre 2006.

## Matchs internationaux
| Date             | Lieu      | Équipe à domicile      | Adversaire       | Score |
| ---------------- | --------- | ---------------------- | ---------------- | ----- |
| 28 décembre 2006 | Saragosse | Aragon                 | Chili            | 1-0   |
| 1er juin 2002    | Saragosse | Aragon                 | Castille-et-León | 3-0   |
| 19 mai 1998      | Soria     | Castille-et-León       | Aragon           | 1-1   |
| 8 décembre 1926  | Saragosse | Aragon                 | Espagne B        | 1-1   |
| 21 avril 1924    | Saragosse | Aragon                 | Cantabrie        | 2-1   |
| 20 avril 1924    | Saragosse | Aragon                 | Cantabrie        | 1-0   |
| 9 mars 1924      | Santander | Cantabrie              | Aragon           | 3-0   |
| 1918             | Valence   | Communauté valencienne | Aragon           | 3-0   |
| 1918             | Valence   | Communauté valencienne | Aragon           | 5-0   |

## Joueurs
| - Láinez - Moso - Sánchez Broto - Alfonso - Belsué - Cani - Cuartero - Dani Aso - Riaño - Pablo Alfaro - Álvaro Arbeloa - Camacho - Rubén Falcón - Angel Lafita - Antonio Longás - Rubén Pérez |  | - García Sanjuan - Milla - Monforte - Pina - Rodri - Soriano - Sorribas - Salillas - Seba - Txiki - Héctor Bosque - Víctor Bravo - Chus Herrero - Alberto Zapater |